# María Ana Centeno Sotomayor
María Ana Centeno Sotomayor (Cusco, Perú, 26 de julio de 1816-Cusco, 22 de septiembre de 1874), conocida como María Ana Centeno de Romainville, fue una coleccionista peruana. 
Hija de Anselmo Centeno quien fuera el primer presidente de la Sociedad de Beneficencia Pública del Cusco, Prefecto del Cuzco (1836-1839) y diputado por el departamento del Cusco (1836). Se casó en mayo de 1842, con el francés Pedro Romainville. Enviudó en 1847. Sus hijos fueron Eduardo Romainville Centeno y Adolfo Romainville Centeno, diputados por la provincia de Quispicanchi,

 ambos hermanos se casaron con las hermanas Carmen y María Vargas de la Quintana, hijas de Mariano Vargas Hurtado, hacendado cusqueño. María Ana supo crearse el mejor salón que tuvo la sociedad cuzqueña y un hermoso museo de antigüedades peruanas.
Fue en este museo de curiosidades de la señora Centeno, donde el arqueólogo estadounidense Ephraim George Squier encontró un cráneo, que cambiaría la historia de la cirugía. Squier primero llevó el cráneo inca a los Estados Unidos. Luego de mostrarlo en varios círculos académicos allí, ante la incredulidad de aceptar la posibilidad que los antiguos peruanos pudiesen haber realizado cirugías así con sobrevivencia del paciente, es que marchó a Francia donde el médico y antropólogo francés Paul Broca lo examinó. Después de estudiar el agujero cuadrado, evidenció el crecimiento del hueso a su alrededor, y confirmó que el paciente sobrevivió a la operación y que los incas realizaban con éxito complejas cirugías.